# خزر قشلاق
خزر قشلاق هي قرية في مقاطعة ماكو، إيران. يقدر عدد سكانها بـ 276 نسمة بحسب إحصاء 2016.